# Pachycondyla crassinoda
Pachycondyla crassinoda es una especie de hormiga de la subfamilia Ponerinae localizada en el norte de Sudamérica, especialmente en Perú, Colombia, Venezuela Guayana y Suriname, aunque ha llegado a ser vista incluso en el norte de Paraguay. Se han llegado a capturar ejemplares por encima de los 2800 m de altitud; altura muy inusual en las especies de este género.

## Características
Es una hormiga de gran tamaño, de dorsal piloso y color negro. Su peciolo es inusualmente grande y de forma casi cuadrada.  Su abdomen presenta franjas negras brillantes alternadas con zonas pilosas, que recuerdan a la P. striata. Como todas las Pachycondyla, posee un aguijón venenoso.
Se ha documentado que esta especie puede ser parasitada por un hongo del género Cordyceps.
Poco se conoce sobre las costumbres de esta especie. Se sabe que son tanto diurnas como nocturnas, que cazan en solitario, que anidan bajo tierra, y que prefieren los entornos abiertos, como la sabanas o terrenos transformados por el hombre, incluyendo construcciones humanas.